# إيغور أستارلوا
إيغور أستارلوا (بالإسبانية: Igor Astarloa)‏ مواليد 29 مارس 1976 في إيرموا، إسبانيا، هو دراج إسباني سابق. سبق أن شارك في دورة الألعاب الأولمبية الصيفية.

## سجل النتائج

### سباقات أو مراحل فاز بها
- بطولة العالم لسباق الدراجات على الطريق

## روابط خارجية
- إيغور أستارلوا على موقع الاتحاد الدولي للدراجات (الإنجليزية)
- إيغور أستارلوا على موقع أرشيف الدراجات (الإنجليزية)
- إيغور أستارلوا على موقع إحصائيات الدراجات الإحترافية (الإنجليزية)
- إيغور أستارلوا على موقع نسبة الدراجات (الإنجليزية)
- إيغور أستارلوا على موقع أوليمبيديا (الإنجليزية)